# Buntband

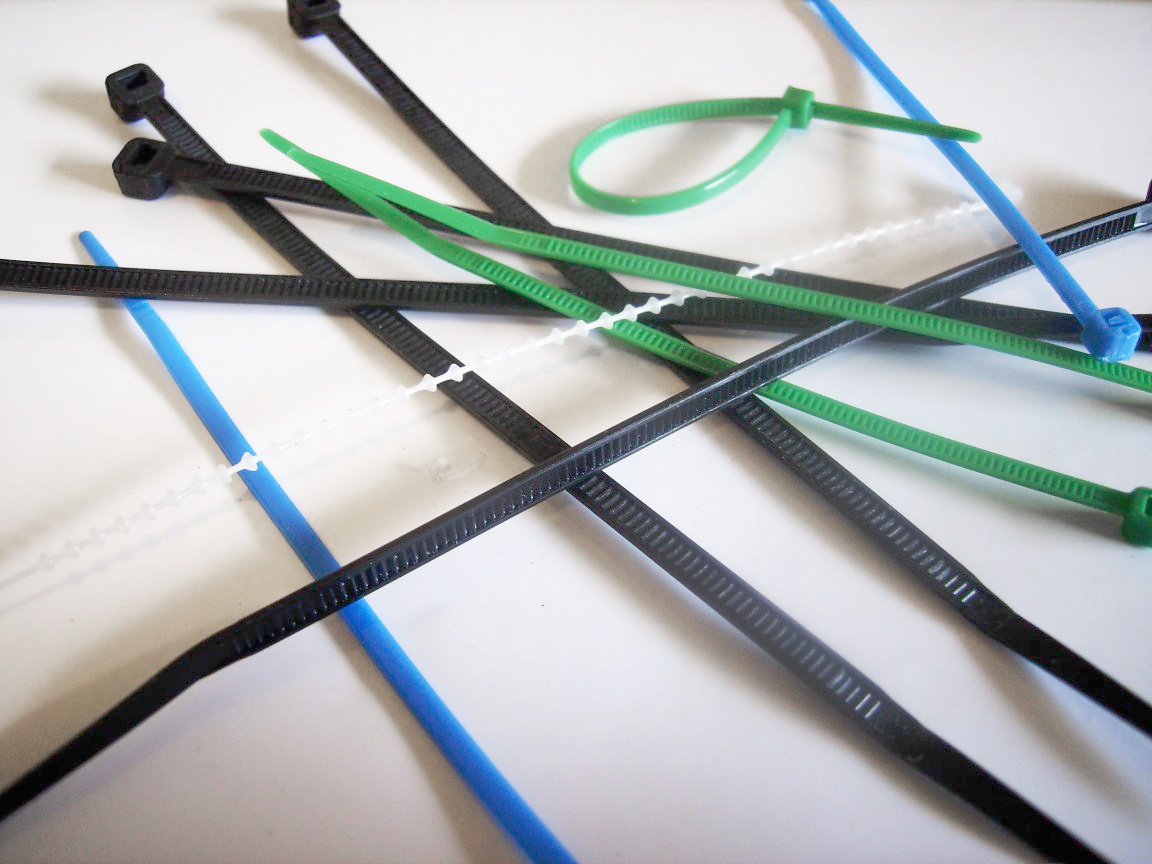
Buntband

Ett buntband är en typ av semi-permanent förband. Ett buntband eller strap, också känt som ett kabelband, eller ibland lite slarvigt inom elektrikerbranschen som "kattstrypare", är en typ av fästelement, för att hålla objekt tillsammans, främst elektriska kablar eller ledningar. På grund av buntbandets låga kostnad och användarvänlighet finns de överallt i ett brett spektrum av tillämpningar. Ursprungligen användes buntband för att hålla samman ledningar i flygplan, men de har sedan dess fått många andra användningsområden. Buntband tillverkas nästan alltid i plast, vanligtvis nylon, men de finns också i rostfritt stål. Buntband i rostfritt stål, med eller utan beläggning, används ofta vid utomhusbruk och i krävande miljöer. Buntband med metallinnehåll används inom läkemedels- och livsmedelsindustrin. Buntband delar vissa användningsområden med tejp.
Buntbandet lanserades 1958 av det amerikanska företaget Thomas & Betts under varunamnet Ty-Rap. 

## Design och användning

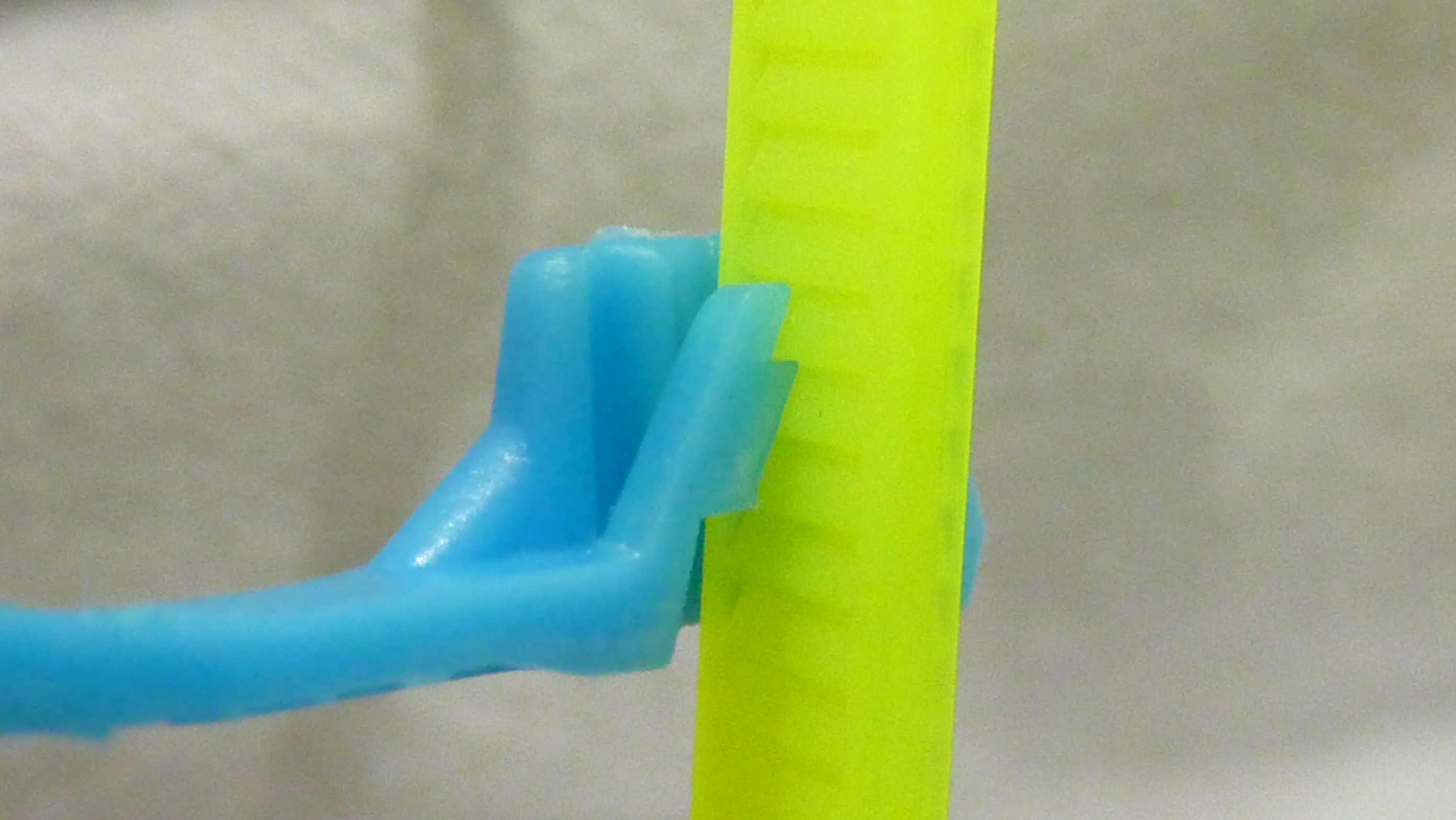
Ett genomskuret buntbandshuvud; låsmekanismen med hullingar.

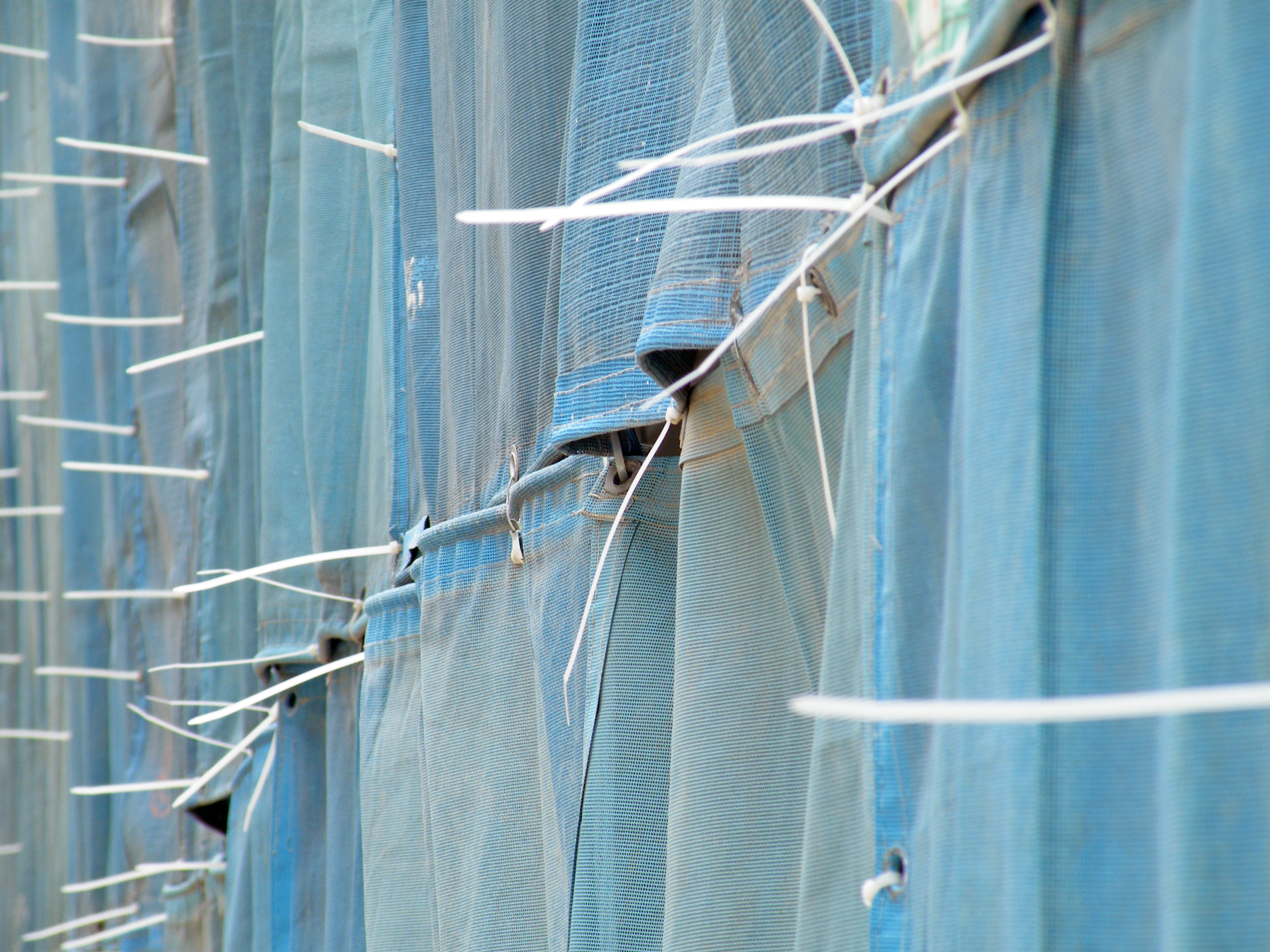
Buntband som används för att binda samman presenningar på en byggarbetsplats i Singapore.

Det finns många olika varianter och design av buntband, men de flesta har samma princip - ett band som har kuggar på ena sidan. I den ena änden av bandet sitter ett lås som bandet träs in i. Då bandet spänns, kommer en spärrklaff i låset löpa över kuggarna och förhindra att bandet öppnar sig. Buntband är normalt inte avsedda att återanvändas.
Ett verktyg kan användas för att applicera ett buntband med en specifik grad av spänning. Verktyget kan klippa av den överflödiga ”svansen” jäms med huvudet för att undvika en skarp kant som annars skulle kunna orsaka skada.
För att öka motståndskraften mot ultraviolett ljus i buntband för utomhusapplikationer, innehåller nylonet minst 2 % kimrök för att få största möjliga motståndskraft mot UV-strålning och utöka buntbandets livslängd. Blåa buntband levereras bland annat till läkemedels- och livsmedelsindustrin och innehåller metallspån så att de kan upptäckas genom industriella metalldetektorer. Buntband i rostfritt stål finns med plastbelagd yta för att förhindra kontaktkorrosion mellan olika material. Rostfria buntband används ofta i extrem miljö med till exempel höga temperaturer, syror mm. Buntband tillverkade av ETFE (Tefzel) används i riktigt extrema miljöer där höga temperaturer finns. Växtindustrin använder ibland buntband som är speciellt flexibla för att bland annat binda upp plantor vid stöttande pinnar. Tvätterier och klädindustrin förseglar ofta sina kläd-/tvättsäckar med förseglingsbara buntband.

## Typer av specialbuntband
- Pärlstavsbuntband: Unik konstruktion tillåter bandet att vara löstagbart och återanvändbart
- Öppningsbara buntband: Lätt att applicera och ta bort, återanvändbara
- Buntband i form av "steg-design": För applikationer inom bland annat detaljhandel
- Märkningsbuntband: Inbyggda märkflaggor för skriftligt eller tryckt identifikation
- Buntband med lågt profilhuvud
- Avrivningsbuntband: “Snabböppnad” design, kräver inga skärverktyg
- Buntband med tätningar: försegling
- Mjuka buntband: För att skydda kablar
- Vridbara buntband: Roterbara upp till 360 grader
- Detekterbara buntband: Buntband med metallinnehåll
- RFID-Buntband: Buntband med RFID-chip
- Buntband på rulle med lösa lås: Används för bärlineapplikationer
- Buntband som tål höga temperaturer: används bland annat inom fordonsindustrin
- Miljövänligt buntband[6] tillverkat av Polypropen, med ett reducerat CO₂-avtryck

## Lagra/förvaring
Många buntband är gjorda av syntetisk termoplast, polyamid 66. Detta material är ett hygroskopiskt material, vilket innebär att det absorberar och ger ifrån sig vatten. Om materialet torkar blir buntbandet oflexibelt och sprött. För bäst förvaring måste buntbanden lagras i en tättslutande plastpåse för att undvika uttorkning. Buntband skall lagras svalt och mörkt.

## Alternativ
Andra metoder för att bunta ihop kabel och ledning säkert, provisoriskt eller permanent, är med snörning, knopar som kirurgknop eller annan knop, kardborreband, transportband, twistband, metallspännen eller annan kabelhantering.